# Hercule Lefebvre
Hercule Lefebvre, kanadski general, * 1888, † 1968.